# 劉庚 (明朝)
劉庚（1544年—？），字公恒，山東青州府壽光縣人，官籍，明朝政治人物。

## 生平
隆慶元年（1567年）丁卯科山東鄉試第二十四名舉人。隆慶二年（1568年）中式戊辰科會試第三百三十八名，三甲第二十九名進士。授池州府推官，升南京刑部主事，歷官南京刑部廣東司员外郎，二十六年五月由嘉兴知府升浙江按察司副使、分守杭嘉湖道。

## 家族
曾祖劉珽；祖父劉銳；父劉承學，知州。嫡母霍氏（封孺人）；生母常氏。具庆下。兄刘庇、刘廓（户部郎中）、刘序、刘度。